# Fritz Stenström
Fritz Waldemar Nikodemus Stenström, född 4 juni 1871 i Drängsered, Hallands län, död 31 januari 1936 i Göteborg, var en svensk läkare, hembygdsskildrare och medicinhistoriker.
Fritz Stenström föddes i Drängsered, men växte upp i Skepplanda, där hans far var komminister. Han avlade studentexamen vid Högre latinläroverket i Göteborg år 1889, blev medicine kandidat vid Lunds universitet 1894 och medicine licentiat 1899. Han var praktiserande läkare i Örgryte socken från 1901 och läkare vid Örgryte epidemisjukhus från 1905.
Fritz Stenström var municipalläkare i Örgryte socken och stadsdistriktsläkare efter Örgrytes inkorporering i Göteborgs stad år 1922. Hans praktik var belägen på Mölndalsvägen vid Lyckholms bryggerier. Han startade Örgryte förening mot tuberkulos och fick igång en tuberkulosdispensär, vilken var den första utanför storstäderna, samt stödde bildandet av Örgryte koloniträdgårdar och Örgryte epidemisjukhus. År 1905 startade han Sällskapet Örgryte Odalmän (ursprungligen Sociala föreningen Odalmännen), som var en hembygdsförening och en social stödorganisation. Han var dess ordförande från 1911 till sin död.
Fritz Stenström skrev den första göteborgska stadsdelsskildringen Örgryte genom tiderna (i två band 1920 och 1924), om den göteborgska medicinhistorien i Läkekonstens och hälsovårdens företrädare i Göteborg (1929) och en monografi om Pehr Dubb, vilken utgavs 1933 till 100-årsminnet av Pehr Dubbs bortgång år 1834. År 1934 utgav han en historik över släkten Stenström. Han var beundrare av Carl von Linné och var aktiv inom Svenska Linnésällskapet. Fritz Stenström blev hedersledamot i Göteborgs Läkaresällskap.
Fritz Stenström var gift med Asta, född Harms, och hade fyra barn. Yngste sonen var ögonläkaren Sölve Stenström (1913–1979).